# Y101 Svanen
Y101 Svanen er et skoleskib i Søværnet. Svanen er det første af to skibe i Svanen-klassen og er opkaldt efter den egentlige andefugl Svanen.  Organisatorisk hører Svanen under division 14 (skoleskibsdivisionen) i 1. eskadre.
Skibet er det tredje skib i flådens tal der bærer navnet Svanen:
- Svanen (lugger, 1810-1815)
- Svanen (skoleskib, 1913-1957)
- Y101 Svanen (skoleskib, 1960-)